# باند آو جیپسیز
باند آو جیپسیز (به فارسی: گروه موسیقی کولی‌ها) (به انگلیسی: Band of Gypsys) آلبومی زنده از جیمی هندریکس است و اولین آلبومی است که با گروهی غیر از گروه اصلی هندریکس، جیمی هندریکس اکسپرینس ضبط شده است. این آلبوم در ۱ ژانویه ۱۹۷۰ در فیلمور ایست در نیویورک به همراه بیلی کوکس در نقش نوازنده گیتار بیس و بادی مایلز در نقش نوازنده درامز ضبط شد که به مجموع این سه عمدتاً «باند آو جیپسیز» گفته می‌شود. این آلبوم تلفیقی از عناصری از فانک و ریتم اند بلوز با هارد راک و جمینگ است که این رویکرد بعدها تبدیل به یکی از عناصر پایه‌ای سبک فانک راک شد. این آلبوم حاوی تعدادی آهنگ از هندریکس و مایلز بود که برای اولین بار بود منتشر می‌شدند. این آهنگ‌ها در دو تا از پنج کنسرتی که توسط این گروه کم‌عمر اجرا شده بود، قرار داشتند.